# Chandra Taal
Der Chandra Taal (Hindi चंद्रताल) ist ein Gebirgssee im Himalaya im Norden des indischen Bundesstaats Himachal Pradesh. Er ist seit dem 8. November 2005 als Ramsar-Gebiet (international bedeutendes Feuchtgebiet) ausgewiesen.

## Geographie
Der Süßwassersee hat eine Fläche von 49 Hektar und liegt auf einer Höhe von 4337 m im Chandra-Tal mit einem Abfluss, der in den Chandra mündet. Durch die Höhenlage ist der Luftdruck niedrig. Der Monsunregen erreicht das Tal kaum. Von Oktober bis Juni fällt Schnee und der See ist nicht erreichbar. Im tiefen Winter fallen die Temperaturen auf −37 bis −40 °C. Der Bau einer Straße zum See hin wurde aufgegeben, allerdings gibt es einen Fußweg.

## Flora und Fauna
Die alpine Vegetation um den See ist an die extremen Umweltbedingungen angepasst. Die Umgebung ist frei von Bäumen und Landwirtschaftsflächen.
Um den See vorkommende gefährdete Tierarten sind der Schneeleopard (gefährdet), die Royle-Gebirgswühlmaus (Alticola roylei, potentiell gefährdet) und der Sibirische Steinbock (potentiell gefährdet). Darüber hinaus sind Raubtiere wie der Rotfuchs und der Wolf verbreitet sowie weitere Säugetiere wie das Blauschaf und das Steppenmurmeltier. Zu den im Sommer anzutreffenden Vogelarten zählt die Rostgans, der Turmfalke, der Steinadler, das Himalajakönigshuhn und die Alpenkrähe.

## Galerie

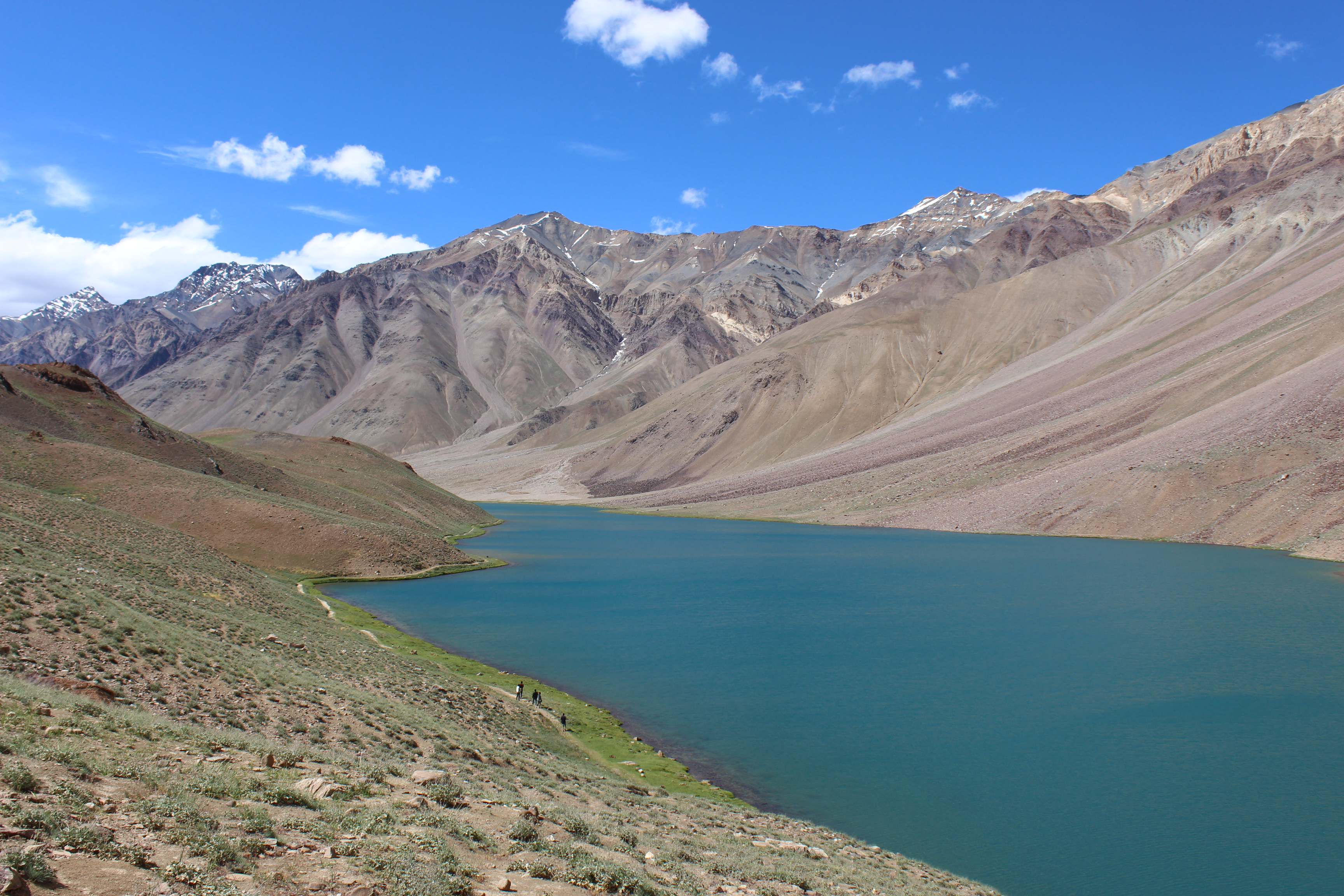
Fußweg um den See im Juli 2017
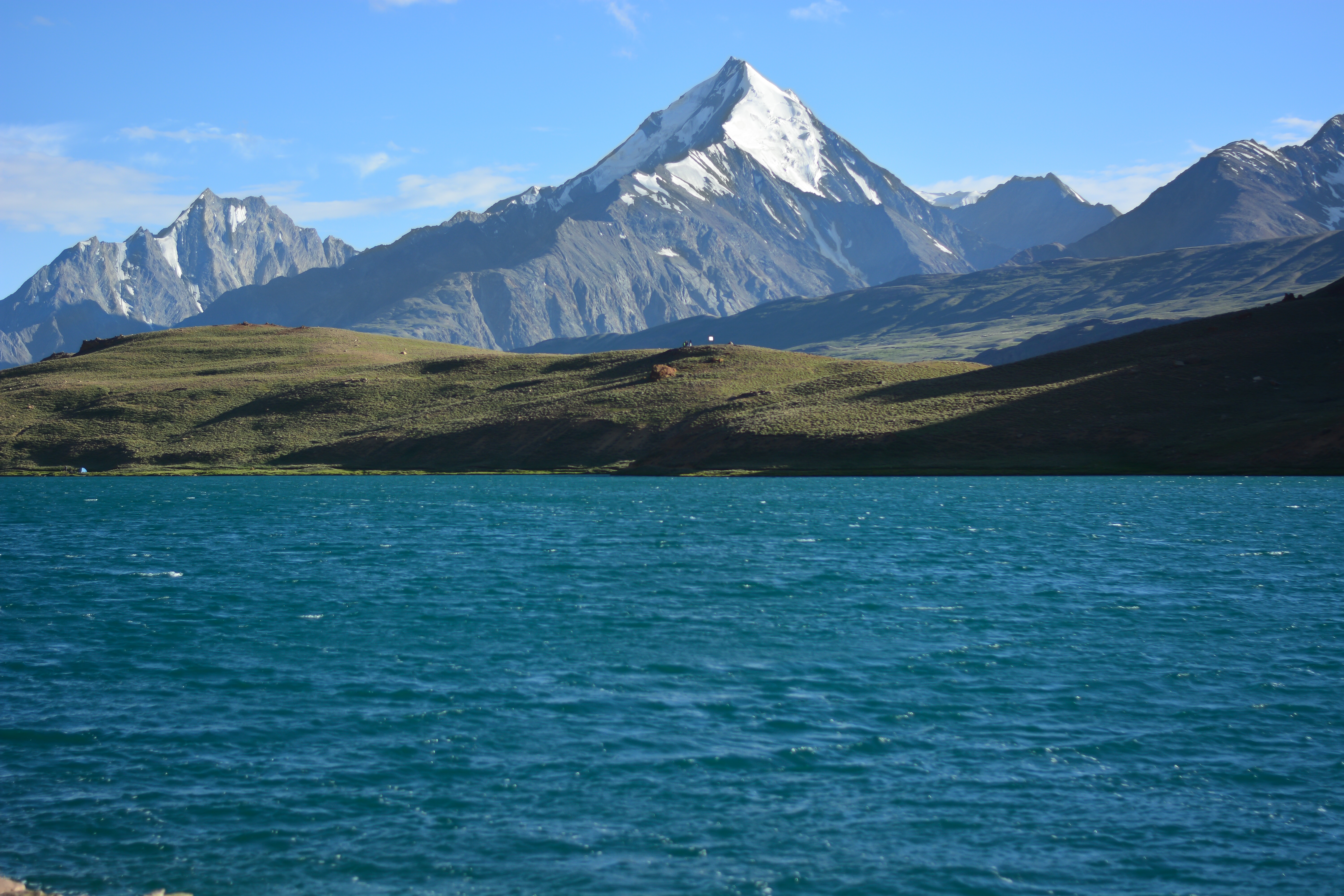
Blick auf die Berge
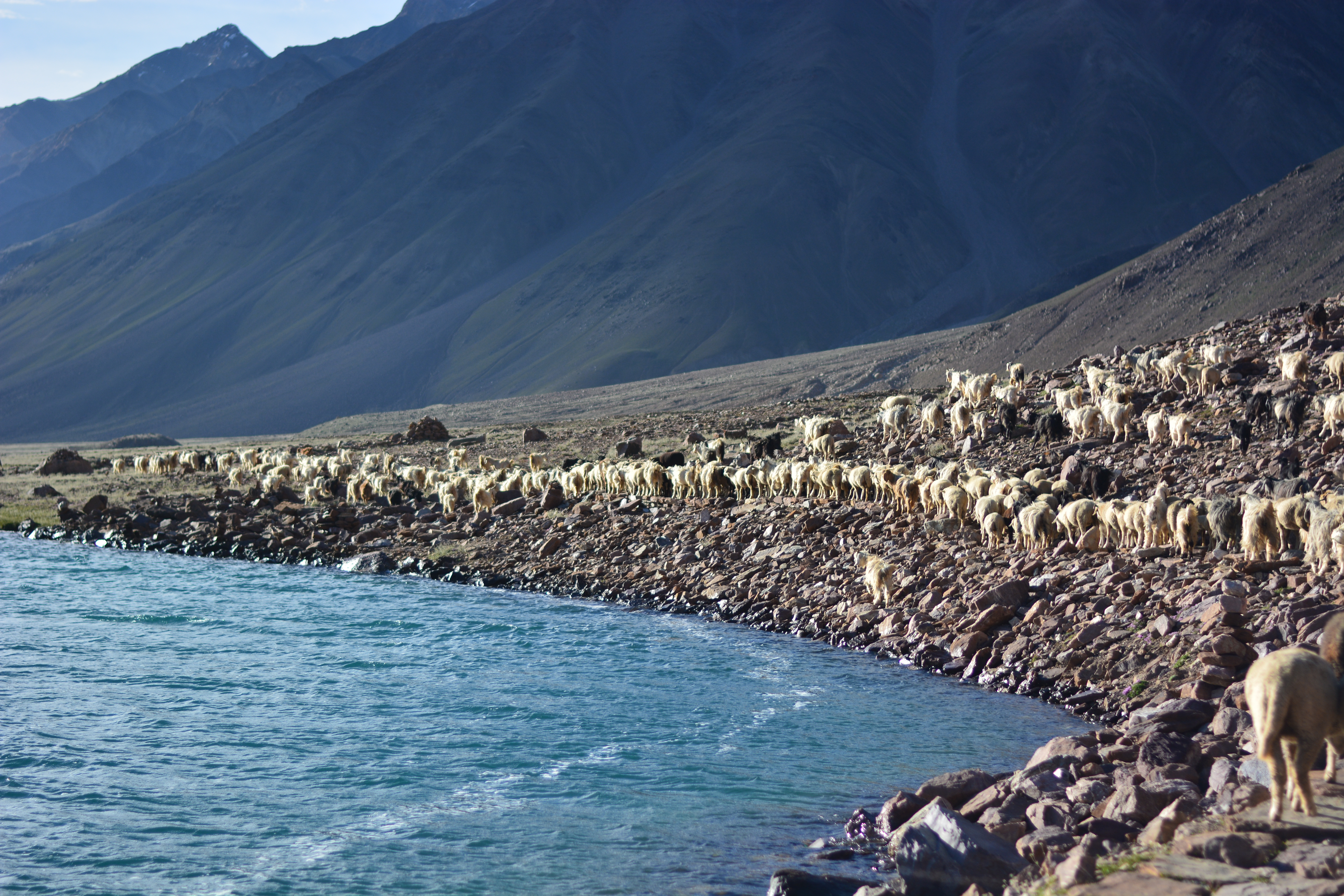
Eine Schafsherde passiert den See
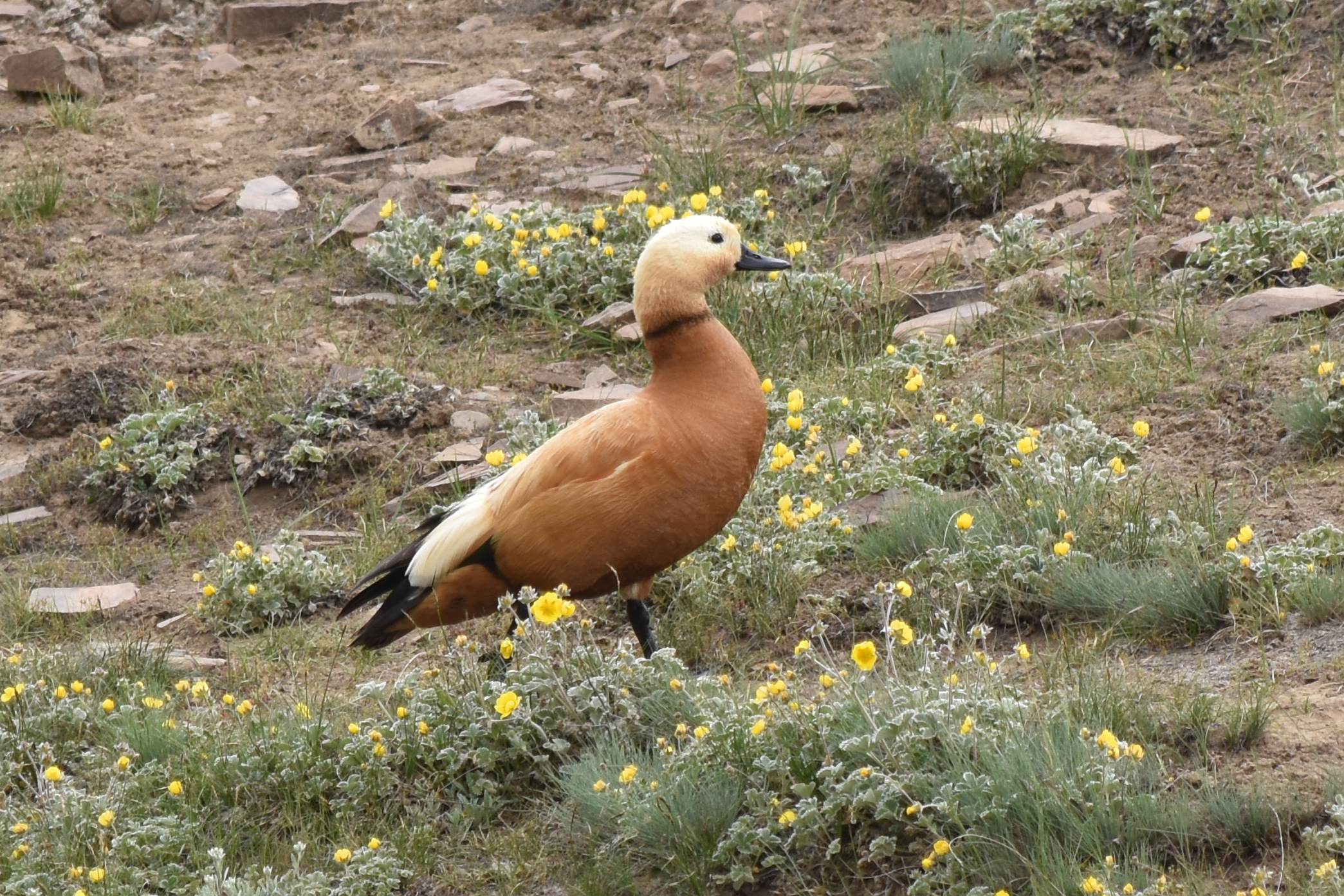
Rostgans